# Le montagne della luna
Le montagne della luna (Mountains of the Moon) è un film colossal del 1990 diretto da Bob Rafelson, basato sul romanzo biografico Burton and Speke di William Harrison, e sui diari originali di Richard Francis Burton e John Hanning Speke.

## Trama
1854, Africa orientale. L'aristocratico tenente John Hanning Speke si aggrega alla spedizione della Royal Geographical Society guidata dal celebre esploratore Richard Francis Burton e diretta verso l'entroterra inesplorato, che si conclude drammaticamente quando il loro accampamento subisce un feroce attacco da parte dei guerrieri di una tribù locale ed entrambi vengono gravemente feriti: Speke viene catturato e torturato prima di riuscire a scappare; Burton viene trafitto al volto da una lancia.
Due anni dopo, Burton e Speke, divisi da estrazione sociale, carattere e atteggiamenti (il primo è aperto alla conoscenza di popoli e culture differenti, il secondo è limitato dal tipico senso di superiorità degli imperialisti britannici) ma uniti dall'aver vissuto la terribile esperienza precedente, ritornano insieme in Africa e intraprendono una nuova spedizione alla ricerca delle sorgenti del Nilo. 
Terribilmente provati da un impegnativo viaggio in cui devono affrontare difficoltà di ogni genere, dall'ostilità delle tribù indigene alle belve, dalle malattie alla diserzione dei portatori e al furto delle attrezzature, riescono a portare a compimento l'impresa di raggiungere uno dei Grandi Laghi, il Lago Tanganica.
Proseguendo l'esplorazione della regione, vengono però catturati da una tribù, coinvolta nel traffico di schiavi. Mentre Burton rimane prigioniero e arriva a sfidare, a rischio della propria vita, l'ostilità del re prendendo le difese di Mabruki, uno dei suoi portatori, in precedenza ridotto in schiavitù dallo stesso re, Speke riesce ad ottenere di riprendere la spedizione e raggiunge il Lago Vittoria, convincendosi di aver trovato le sorgenti del Nilo, anche se non ne compie il periplo completo né ha a disposizione gli strumenti per le necessarie rilevazioni scientifiche, suscitando per questo lo scetticismo di Burton. Quando quest'ultimo viene a sua volta liberato, i due esploratori affrontano il lungo e penoso viaggio di ritorno.
Speke rientra in Inghilterra prima di Burton e, istigato dall'amico editore Oliphant, non attende l'arrivo del compagno d'avventura e tiene da solo una conferenza alla Royal Geographical Society in cui annuncia con sicurezza la scoperta delle sorgenti del Nilo. In seguito, malgrado Burton esprima apertamente il suo dissenso rispetto a quanto sostenuto da Speke, ritenendo più probabile che il Nilo abbia origine da più laghi, compresi il Tanganica e il Vittoria, quel successo prestigioso non viene messo in discussione dai colleghi e Speke viene messo a guida di una nuova spedizione nella regione dei Grandi Laghi, mentre Burton, frustrato, è costretto a guardare da lontano all'amato Continente Nero.
Quando però la nuova spedizione di Speke non dà risultati risolutivi, per risolvere la controversia viene organizzato un dibattito alla Royal Geographical Society in cui i due esploratori possano mettere a confronto le rispettive posizioni. Ma il giorno prima che abbia luogo, Speke, sopraffatto dal senso di colpa o temendo forse di essere pubblicamente screditato ed umiliato, durante una battuta di caccia si suicida con il proprio stesso fucile.

## Critica
Per il Dizionario Mereghetti è un «costoso e spettacolare film d'avventura» che si distingue da «analoghe operazioni passatiste» per la crudezza e il realismo. Anche il Dizionario Morandini cita in positivo il realismo, malgrado «un'esposizione un po' troppo descrittiva».

## Accoglienza
Il film ha avuto un buon apprezzamento dalla critica, specialmente per i costumi e l'ambientazione storica. Tuttavia ha avuto un bassissimo riconoscimento al botteghino; a fronte di un budget di 18 milioni di dollari, a livello mondiale ne ha incassati poco più di 4 milioni.